# Pedro María Freites (municipalité)
Pour l’article homonyme, voir Pedro María Freites.
Pedro María Freites est l'une des vingt-et-une municipalités de l'État d'Anzoátegui au Venezuela. Son chef-lieu est Cantaura. En 2011, la population s'élève à 73 121 habitants.

## Étymologie
La municipalité est nommée en l'honneur du héros de l'indépendance du pays, Pedro María Freites.

## Géographie

### Subdivisions
La municipalité possède trois paroisses civiles et une parroquia capital, traduite ici par « capitale » (en italiques et suivie d'une astérisque) avec, chacune à sa tête, une capitale (entre parenthèses) :
- Capitale Pedro María Freites * (Cantaura) ;
- Libertador (Mundo Nuevo) ;
- Santa Rosa (Santa Rosa) ;
- Urica (Urica).